# 城羽結愛
城羽 結愛（しろばね ゆあ、12月19日 - ）は、日本の女優。個人事務所すとるーちぇ所属。奈良県出身。

## 人物
小学校の頃ドッジボールのクラブに所属しており、奈良県でも有数の強豪チームであり全国大会で3位に入賞した経験がある。 そのクラブの練習は厳しかったものの、負けん気を養うことができたと語っている。
高校卒業後保育士の資格を取得し、保育士としての勤務経験がある。

## 出演

### 舞台
- Stac（2023年、築地ブディストホール）
- ニューヨークの魔女　東京公演（2024年、新宿シアターブラッツ）
- Magic Scuib（2024年、阿佐ヶ谷シアターシャイン）

### テレビドラマ
- さっちゃん、僕は。（2024年、TBS）
- コスメティック・プレイラバー（2024年、フジテレビ）